# Судовий активізм
Судовий активізм означає позицію суду, що більше ґрунтується на особистих чи політичних міркуваннях, ніж на чинному праві. Іноді цей термін використовується як антонім судової стриманості. Визначення судового активізму, як і те, які конкретні рішення є його проявами, є спірним політичним питанням, особливо у США. Питання судового активізму тісно пов'язане з конституційною інтерпретацією, тлумаченням закону та розподілом державної влади. 

## Походження терміна
Артур Шлезінгер-молодший ввів термін «судовий активізм», використавши його у праці «Верховний Суд: 1947», що була надрукована у журналі «Fortune» у січні 1947 року.
Фраза була суперечливою з самого початку. Крейн Грін у своїй статті «Інтелектуальна історія судового активізму» критикує використання терміна Шлезінгером: «Первісне введення Шлезінгером терміна судового активізму було розмите: мало того, що він не в змозі пояснити, що саме вважається судовим активізмом, він також відмовився сказати, судовий активізм це добре чи погано». 
Ще до того, як фраза судовий активізм була вперше використана, загальна концепція вже існувала. Наприклад, Томас Джефферсон послався на «деспотичну поведінку» федеральних суддів, прихильників Партії федералістів, зокрема, Джона Маршалла.

## Визначення
Юридичний словник Блека визначає судовий активізм як «філософію прийняття судового рішення, за якої судді, серед інших чинників, керуються своїми особистими уявленнями про державну політику при прийнятті своїх рішень.»
Політолог професор Б. Кенон нараховує шість параметрів оцінки суддівського активізму в конституційному праві: 1) до якої межі суддя здатний заперечити результати політичних досягнень, якщо вони відповідають демократичній процедурі; 2) ступінь здатності судді відмовитися від попередніх правових позицій; 3) ступінь здатності судді відійти при тлумаченні від намірів авторів конституційного тексту та від однозначних та чітких текстуальних положень; 4) ступінь, до якого суд визначає політику та не обмежує себе у захисті демократичного процесу; 5) ступінь, до якого суд визначає політику через прийняття судових рішень або залишає її визначення виконавчій владі: 6) ступінь, до якого судове рішення замінює погляди представників інших гілок влади на питання, що розглядається. Відповідно до цієї класифікації, суддя може бути активістом згідно з одним параметром, але самообмежуватися за іншими.
Інші менш упевнені в значенні терміна, розуміють його як щось трохи більше, ніж риторична умовність. Керміт Рузвельт III стверджував, що: «Напрактиці „активізм“ виявляється чимось ненабагато більшим, ніж риторичною назвою рішень, з якими не погоджується спікер»; аналогічно, заступник міністра юстиції за Джорджа У. Буша, Теодор Олсон, сказав в інтерв'ю Fox News відносно справи одностатевих шлюбів, в якій він успішно позивався: «більшість людей використовує термін» судовий активізм", щоб пояснити рішення, які вони не люблять ". Суддя Верховного суду Ентоні Кеннеді сказав, що, «активістський суд — це суд, що приймає рішення, які Вам не подобаються».

## Дебати
Критики судового активізму звинувачують, що він узурпує владу обраних гілок влади або призначених органів, шкодячи демократії та верховенству права.. Захисники судового активізму у свою чергу стверджують, що в багатьох випадках він є законною формою судового нагляду, і що тлумачення закону має змінитися зі зміною часу. 
Третя точка зору, що так званих «об'єктивних» тлумачень закону не існує. Професор права Брайан З. Таманага стверджує: « Протягом так званої формалістської ери багато видатних суддів і юристів визнали, що існують прогалини і невизначеності в законі і що судді повинні іноді робити вибір.»
Деякі прихильники більш сильної судової системи стверджують, що судова система допомагає забезпечити систему стримувань та противаг, а також повинна взяти на себе розширену роль, щоб врівноважити ефекти перехідної диктатури більшості. Тобто, мають бути збільшені повноваження гілки влади, яка не контролюється виборцями, так щоб більшість не могла домінувати або пригнічувати будь-які окремі меншини через свої виборчі повноваження. Інші вчені припускають, що судовий активізм є найбільш підходящім, коли він стримує тенденцію демократичної більшості діяти відповідно до власних уподобань та упереджень, а не на основі ретельних роздумів.
Більш того, вони стверджують, що судова влада звалила як обрані, так і необрані офіційні дії, в деяких випадках акти законодавчих органів, що відображають думку, яке перехідна більшість, можливо, мала в момент проходу. Крім того, судді, які призначаються, як правило, призначаються раніше обраними виконавчими органами, а відтак їх погляди відображають погляди тих, хто їх призначив. Незалежна судова система є відмінним активом для громадянського суспільства, так як групи з особливими інтересами не можуть диктувати свою версію конституційної інтерпретації через загрозу припинення політичних пожертв.

## Приклади
Як приклад судового активізму можна навести такі справи:
- Справа «Браун проти Ради з питань освіти» — Верховний суд США в 1954 році скасував расову сегрегацію в школах.[15]
- Роу проти Уейда — Верховний Суд у 1973 році виключив з числа кримінальних справ аборт.[16]
- Буш проти Гора — справа, що слухалася у Верховному Суді США, між головними кандидатами на президентських виборах 2000 року, Джорджем Бушем та Альбертом Гором. .Судді 5-4 рази зупиняли перерахунок бюлетенів у Флориді і, як наслідок, Джордж Буш був обраний президентом.[17]
- Громадяни США проти Федеральної виборчої комісія. — рішення Верховного Суду 2010 року, оголошує запропоновані обмеження Конгресу на корпоративні політичні витрати та прозорість як неконституційні обмеження на свободу слова.[18][19]
- Холінгсвор проти Перрі. — у 2013 році рішення федерального судді Вон Р. Вокер щодо скасування поправки до конституції Каліфорнії про заборону одностатевих шлюбів.[20]
- Неповага до суду і дискваліфікація Пакистанського прем'єр — міністра Юсуфа Раза Гілані Верховним судом Пакистану, головним суддею Іфтіхаром Мухаммад Чаудхрі .[21]

## За географією
Хоча термін судовий активізм був вперше введений і часто використовується в Сполучених Штатах, він застосовується і в інших країнах, особливо в країнах загального права.

### Індія
Індія має недавню історію судового активізму. Яка почала зароджуватися після надзвичайного стану 1975—1977 року в Індії, в якому вбачили спробу уряду контролювати судову систему. Судовий суспільний інтерес був інструментом, створеним судами, щоб звернутися безпосередньо до громадськості, а також взяти до уваги, що позивач не може бути жертвою. „Suomotu“ (дії судді, які приймаються без попереднього розгляду або клопотання сторін) дозволяє судам самостійно розглядати такі справи. Ця тенденція сприймалася неоднозначно, хтось підтримував її, а хтось критикував. Гардінер Харіс у газеті New York Times підвів підсумки цієї тенденції:
Усі такі постанови мають силу статті 39А Конституції Індії,, хоча до і під час надзвичайного стану в Індії судова влада відмовилися від «широкого і гнучкого» тлумачення, за висловлюванням остініанців, тому що Директивні принципи державної політики не підлягають розгляду в суді. Це незважаючи на конституційні положення про судовий нагляд, та позицію Амбедкара, який стверджував на дебатах в Установчих зборах, що «судовий контроль, зокрема наказове провадження, може забезпечити швидкий правовий захист від обмежень основоположних прав і має бути самим серцем Конституції».
Основні права, закріплені в Конституції, були піддані широкому перегляду, вони охопили, серед іншого, право на недоторканість приватного життя, право на засоби до існування і право на освіту, зокрема.
«Основна структура» конституції була визнана Верховним Судом такою, що не підлягає перегляду, незважаючи на повноваження законодавчого органу відповідно до статті 368. Це було визнано і вважалося не застосовним Вищив Судом Сінгапуру у Teo Soh Lung v. Minister for Home Affairs.
Недавні вказані приклади включають наказ делійському уряду перетворити Авторикшу на CNG, [23] рух який, як вважають, зменшив би колишню гостру проблему смогу в Делі.

### Ізраїль
Ізраїльський підхід до судового активізму значно трансформувався в останні три десятиліття, і в даний час являє собою особливо широку версію посиленого судового нагляду і втручання.. Крім того, беручи до уваги інтенсивність суспільного життя в Ізраїлі і проблеми, з якими стикається країна (в тому числі загрози безпеки), прецедентне право Верховного суду Ізраїлю зачіпає різноманітні і суперечливі суспільні питання.